# 1205
Високе Середньовіччя •  Золота доба ісламу •  Реконкіста •  Хрестові походи •  Київська Русь

## Геополітична ситуація
Візантійська імперія розпалася на кілька держав. У Німеччині триває боротьба за владу між Філіпом Швабським та Оттоном IV. Філіп II Август править у Франції (до 1223).
Апеннінський півострів розділений: північ належить Священній Римській імперії, середню частину займає Папська область, більша частина півдня належить Сицилійському королівству. Деякі міста півночі: Венеція, Піза, Генуя тощо, мають статус міст-республік, частина з яких об'єднана Ломбардською лігою.
Південь Піренейського півострова в руках у маврів. Північну частину півострова займають християнські Кастилія, Леон (Астурія, Галісія), Наварра, Арагонське королівство (Арагон, Барселона) та Португалія. Іоанн Безземельний є королем Англії (до 1216), а королем Данії — Вальдемар II (до 1241).
У Києві княжить Рюрик Ростиславович (до 1205), малолітній Данило Галицький формально княжить у Галицько-Волинському князівстві, а Всеволод Чермний — в Чернігові (до 1206), Всеволод Велике Гніздо — у Володимирі-на-Клязмі (до 1212). Новгородська республіка та Володимиро-Суздальське князівство фактично відокремилися від Русі. У Польщі період роздробленості. На чолі королівства Угорщина стоїть Андраш II (до 1235).
В Єгипті, Сирії та Палестині править династія Аюбідів, невеликі території на Близькому Сході утримують хрестоносці.
У Магрибі панують Альмохади. Сельджуки окупували Малу Азію. Хорезм став наймогутнішою державою Середньої Азії. Гуриди контролюють Афганістан та Північну Індію. У Китаї співіснують держава ханців, де править династія Сун, держава чжурчженів, де править династія Цзінь, та держава тангутів Західна Ся. Почалося піднесення монголів. На півдні Індії домінує Чола. В Японії триває період Камакура.

## Події
- 23 лютого — німецько-земгалське військо розбило литовців у битві при Роденпойсі.
- Рюрик Ростиславич повернувся на київський престол.
- Галицько-волинське князівство:
  - У червні Роман Мстиславович Галицький пішов у похід в Польщу проти краківського князя Лешка Білого і взяв два польських міста.
  - 19 червня відбулася битва під Завихостом, в якій війська Романа Мстиславича зазнали повного розгрому від об'єднаних сил польських князів Лешка Білого і Конрада Мазовецького. Роман Мстиславович загинув.
  - У кінці червня галицьким князем проголошено старшого сина Романа Мстиславовича, чотирирічного Данила; реальна влада перебуває в руках його матері.
  - У липні вдова Романа Мстиславовича зустрілася в місті Санок з угорським королем Андрієм II й отримала військо для захисту Галича.
  - У липні-серпні на Галич пішов походом київський князь Рюрик Ростиславович разом з Ольговичами та половцями, але зазнав поразки. В Галичині й на Волині відновилися усобиці.

- Четвертий хрестовий похід
  - Хрестоносці захопили в полон і стратили колишнього візантійського імператора Олексія V Дуку.
  - 14 квітня хрестоносці зазнали поразки від армії болгарського царя Калояна у битві при Андріанополі. В полон потрапив новпроголошений імператор Латинської імперії Балдуїн I Фландрський. Пізніше за наказом Калояна його стратили.
  - 20 серпня в Константинополі хрестоносці обрали новим імператором Генріха Фландрського.
  - Хрестоносець Оттон де ла Рош заснував Афінське герцогство.
- Венеція відновила владу над містами Адріатики.
- Королем Кіпру став Гуго I.
- Французький король Філіп II Август відвоював Анжу в англійського короля Іоанна Безземельного.
- Виник конфлікт між англійським королем Іоанном Безземельним та папою римським Іннокентієм III щодо призначення архієпископа Кентерберійського.
- 7 травня королем Угорщини проголошено Андрія II.
- Невдале зіткнення чжурчженів із Сунською імперією.
- Темуджин розгромив найманів та меркитів і стратив свого конкурента Джамуху.
- Фудзівара но Садаїе опублікував «Нову збірку старих та нових японських пісень».
- почалося монгольське завоювання Сі Ся

## Померли
- 23 лютого — Свелгат, литовський князь.
- Роман Мстиславич — під час походу в Польщу.